# Seramkrähe
Die Seramkrähe (Corvus violaceus) ist eine Krähenart, die auf der Molukkeninsel Seram und möglicherweise auf Ambon vorkommt.

## Merkmale
Die Seramkrähe ist ein mittelgroßer Vogel, der eine Körperlänge von 40 bis 43 cm erreicht. Der Schwanz ist etwas abgestuft. Der Vorderscheitel ist leicht gespitzt. Der Schnabelfirst ist abwärts gebogen. Am Hals befinden sich unauffällige Kehllappen. Im Flugbild sind die Flügel relativ breit und abstehend und der Schwanz relativ kurz mit quadratischer Spitze. Bei den Altvögeln sind Oberkopf, Kehle und Nacken mattschwarz. Das übrige Gefieder ist blauschwarz mit violettem Schimmer, der auf den Flügeln am deutlichsten erkennbar ist. Die Iris ist dunkelbraun, hinter dem Auge befindet sich ein winziger Bereich unbefiederter schwarzer Haut, der das Auge eng umgibt. Der Schnabel ist ziemlich lang und hoch, der schwarze Hals ist über die gesamte Länge leicht gedrungen. Die Beine sind schwarz. Die Geschlechter ähneln sich. Dem Jungvogel fehlt der malvenfarbene Schimmer des Altvogels.

## Systematik
Die Seramkrähe wurde 1850 von Charles Lucien Jules Laurent Bonaparte als Corvus violaceus erstbeschrieben. Richard Bowdler Sharpe listete sie 1877 als Unterart der Sundakrähe (Corvus enca). Eine Molekularstudie aus dem Jahr 2012 kam jedoch zu dem Ergebnis, dass beide Arten nicht nahe verwandt sind, sodass die Seramkrähe heute als eigenständige Art betrachtet wird.

## Lebensraum
Die Seramkrähe bewohnt Wälder, Waldränder und Plantagen. Sie zieht zur Nahrungssuche in halboffenes Gelände, wo sie dann unter anderen auf Ackerland anzutreffen ist. Sie kommt in Höhenlagen von Meereshöhe bis unterhalb von 1800 m vor. 2012 wurde ein Exemplar in 1400 m Höhe am Gunung Binaiya in Zentral-Seram gehört.

## Nahrungsverhalten
Die Seramkrähe ist wahrscheinlich ein Allesfresser, der sich sowohl von Früchten als auch von verschiedenen wirbellosen Tieren ernährt. Ihre Ernährung ähnelt wahrscheinlich der der Sundakrähe. Auf Seram werden sie mitunter zur Plage, wenn sie während der Maisreife in die Felder einfallen und dort die Ernte schädigen. Die Nahrungssuche ist sowohl am Boden, als auch in Bäumen, hauptsächlich im mittleren Stockwerk und in den Baumkronen. Die Seramkrähe geht einzeln, paarweise und manchmal in kleinen Gruppen auf Nahrungssuche.

## Lautäußerungen
Die Rufe umfassen ein einfaches, leicht metallisches nasales Geräusch, das einzeln oder ein- oder zweimal wiederholt wird, und ein etwas trompetendes erk. Zu den charakteristischen Lauten gehören ein kurzes, hohes rah und ein nasales, quäkendes nyeh.

## Fortpflanzungsverhalten
Über das Brutverhalten ist nur wenig bekannt. Ein Nest mit Eiern wurde im August gefunden. Die Eier sind weiß mit spärlicher gelblich-brauner Sprenkelung.

## Gefährdung und Schutz
Die Art wird von der IUCN als nicht gefährdet kategorisiert. Sie ist in ihrem gesamten Verbreitungsgebiet nur relativ selten anzutreffen. Es wurden keine Bestandserhebungen dieser Art vorgenommen, aber derzeit wird davon ausgegangen, dass sie nicht wesentlich gefährdet ist. Die Zerstörung des Lebensraums könnte eine ernsthafte Bedrohung darstellen, aber bisher schien diese Problematik nicht zu bestehen. Feldstudien zur Ermittlung der Populationsgröße und ein anschließendes regelmäßiges Monitoring erscheinen sinnvoll.